# ثورة مستاوة

جبل مستاوة الذي دارت به معارك ثورة 1916 منطقة بلدية وادي الماء حاليا

ثورة مستاوة هي واحدة من الثورات التي خاضها الشعب الجزائري ضد المستدمر الفرنسي.

## نبذة
في 11 نوفمبر 1916 ومن أجل حفظ الذاكرة للأجيال لم تكن انتفاضة الأوراس سنة 1916 إلاّ امتدادا لمقاومات أخرى شهدتها المنطقة منذ أن وطأت أقدام الـمستدمر تراب الجزائر. وقد كان لهذه الانتفاضة أهمية بالغة نظرا للأوضاع العامة التي وقعت فيها، والظروف التي جرت فيها والتي بثت الهلع في نفوس الفرنسيين، وأجبرتهم على اتخاذ كل الإجراءات للقضاء عليها.

## أسباب مقاومة الأوراس
تعود أسباب الانتفاضة إلى عدة عوامل منها تدهور الأوضاع الاجتماعية السياسية والاقتصادية والتي أثرت تأثيرا مباشرا على الجزائريين، الذين كانوا يعيشون أوضاعا سيّئة جدا بفعل المجاعات والأوبئة والقوانين الجائرة منها قانون الأهالي إلى جانب انتشار الفقر وغلاء المعيشة.
كل هذه العوامل كانت كافية لاندلاع الانتفاضة وقد أكد بعض المؤرخين دور الطرق الصوفية في دفع الجزائريين إلى الثورة والتمرد. وفوق هذا كله، فإن الاستياء الكبير الذي انتشر لدى الجزائريين بسبب صدور قانون التجنيد الإجباري في عام 1912 ، يعد الشرارة التي فجرت الأوضاع. وعلى الرغم من أن هذا القانون قد لقي إقبالا من طرف بعض المثقفين من حركة الشبان الجزائريين ذات الاتجاه الليبرالي، باعتباره وسيلة للاندماج حسب رأيهم، إلاّ أنه وجد معارضة شديدة من طرف الجماهير وتزايد رفض الجزائريين للتجنيد الإجباري بعد وصول أخبار مهولة عن سقوط الآلاف من الشبان المجندين في المعارك الضارية التي دارت بأوربا، إذ سجلت وزارة الحرب الفرنسية 7.822 قتيلا و30.354 جريحا و 2611 أسيرا إلى غاية أكتوبر 1916.
كانت فرنسا في 1916 في أمس الحاجة إلى قوات إضافية، لذلك عزمت على تجنيد الشباب البالغ من العمر 17 سنة وإرسالهم إلى جبهات القتال في أقرب الآجال. ومن جهة أخرى، فقد كان لمصادرة أراضي السكان في مطلع القرن العشرين بعين التوتة ومروانة وسريانة بمنطقة الأوراس لإنشاء مراكز توطين للمهاجرين الأوروبيين وتأسيس البلديات المختلطة منها بلدية بلزمة عام 1904، أثرا بالغا في اندلاع الاضطرابات بالمنطقة مما جعل محكمة الجنايات بباتنة تصدر أحكاما متفاوتة على الـمتهمين بالسجن. وانتقاما من ذلك، رفض الجزائريون الانصياع لقوانين الـمستعمر وأعلن الرافضون لقانون التجنيد الإجباري في ديسمبر 1914 بأنهم يتمتعون بدعم الأتراك والألمان في سبيل تحرير الجزائر. اختلفت مقاومة الأوراس لعام 1916 على غرار مقاومة بني شقران 1914، عن مقاومات القرن 19 في عدة نقاط من أهمها:
- أنه لا صلة للانتفاضة بالطرقية والزوايا.
- أنها لم تندلع بسبب انتفاضة الأسر والعائلات الكبرى للاستعمار الفرنسي.
- أنها لم تقم بسبب تناقص القوات العسكرية الفرنسية في البلاد كما كان الحال مابين 1870 و 1871.

لقد كانت هذه الانتفاضة رد فعل جماعي قوي ضد السياسة العسكرية الاستعمارية المتمثلة في قوانين 1907 و 1912 حول التجنيد الإجباري للشباب وكذا أعمال السخرة في المزارع والمصانع بفرنسا.

## مراحل مقاومة الأوراس
بدأت انتفاضة الأوراس فعليا في 11 نوفمبر 1916 عندما تجمع سكان عين التوتة وبريكة في قرية بومقر، واتفقوا على الإعلان عن الجهاد. وسرعان ما ذاع هذا الخبر بين القرى وألتحق المئات من الرجال بالنداء المقدس، مما دفع بالفرنسيين إلى قطع الاتصالات بين المنطقة والعالم الخارجي عن طريق منع التنقلات والسفر من وإلى الأوراس. وكان رد فعل الـمنتفضين أن خربوا خطوط الهاتف والتلغراف والجسور. كما أنهم هاجموا الأوروبيين ومنازلهم وممتلكاتهم، واستهدفوا أعوان الإدارة الاستعمارية في كل القرى والـمداشر.
تكثفت عمليات الثوار ضد الـمصالح الفرنسية، فمست برج «ماك ماهون» الإداري وأدت إلى مصرع نائب عمالة باتنة وتخريب البرج بعد أن فرت حاميته العسكرية الفرنسية.
في الوقت الذي استهانت فيه الإدارة الاستعمارية بهذه الأحداث، قام الثوار بمحاصرة مدينة بريكة في 13 نوفمبر 1916، ليهاجموا قافلة فرنسية في اليوم الـموالي.
أمام تفاقم الوضع وامتداد نطاق الانتفاضة، طالب الحاكم العام في الجزائر بإمدادات عسكرية إضافية مؤكدا على ضرورة استعمال الطائرات لإرهاب السكان، خاصة وأنه قد قتل 10 جنود فرنسيين في اشتباكات 5 ديسمبر 1916 بينما كانت القوات الفرنسية تهاجم المتمردين اللاجئين بجبال مستــاوة.وبالفعل، فقد سحبت فرنسا الفرقة 250 من جبهات القتال بأوروبا ووجهتها إلى الجزائر ليصل عدد الجنود الفرنسيين بالأوراس إلى 6.000 رجل تحت قيادة الجنرال «مونيي»، كما استقدمت القيادات العسكرية الطائرات الحربية من نوع التي كانت بتونس ووجهتها إلى منطقة الأوراس الثائرة. ومع بداية جانفي 1917، وصل عدد القوات الفرنسية الـمرابطة بالأوراس إلى أزيد من 14.000 جندي، مدعمة بأحدث الأسلحة بقصد القضاء النهائي على الانتفاضة وقمع رجالها. لقد ارتكبت الجيوش الاستعمارية من نوفمبر 1916 حتى نهاية ماي 1917 أبشع الجرائم ضد السكان العزل انتقاما منهم على استمرار الـمقاومة.
ولعل أكبر دليل على ما اقترفته الأيادي الفرنسية خلال هذه الفترة هو تقرير اللجنة البرلـمانية الفرنسية التي تطرقت للسياسة التي مارسها الفرنسيون والتي اعتمدت القتل بكل أنواع الأسلحة، والأرض المحروقة ومصادرة أملاك السكان لم تقتصر على ذلك بل اعتقلت فرنسا 2904 ثائرا ووجهت لهم تـُهم التمرد وإثارة الاضطرابات وقدم إلى المحاكم 825 جزائريا، سلطت على 805 منهم ما يقارب 715 سنة سجنا بينما وجه 165 إلى المحاكم العربية في قسنطينة، و45 إلى محكمة بانتة التي أصدرت بحقهم 70 سنة سجنا. وقد فرضت على المحكوم عليم غرامات مالية تقدر بـ 706656 فرنك فرنسي، وصادرت الإدارة الاستعمارية حوالي 3.759 بندقية صيد قديمة و7.929 رأس غنم و4.511 رأس معز و266 رأس بقر. كما سارعت الحكومة الفرنسية أمام خطورة الوضع إلى وضع الـمنطقة كلها تحت الإدارة العسكرية بمقتضى قرار 22/11/1916.
وعلى الرغم من كون آمال الجزائريين لم تتحقق في التخلص من الاستعمار وتسلطه في مقاومة الأوراس لعام 1916، إلا أن آثار هذه الانتفاضة ومآسيها بقيت ماثلة في أذهان سكان الـمنطقة وفي كتابات المؤرخين وقصائد الشعراء حتى اندلاع ثورة أول نوفمبر المجيدة ثـورة مستـــاوة بالأوراس 1916.